# 张郭庄站
张郭庄站位于中华人民共和国北京市丰台区北宫镇园博园南路，是北京地铁14号线的地铁车站。于2013年5月5日随14号线西段（张郭庄站至西局站）投入使用。

## 位置
张郭庄站位于丰台河西地区（永定河西岸），园博园南路双向道路中间，大灰厂东路东侧。

## 车站结构

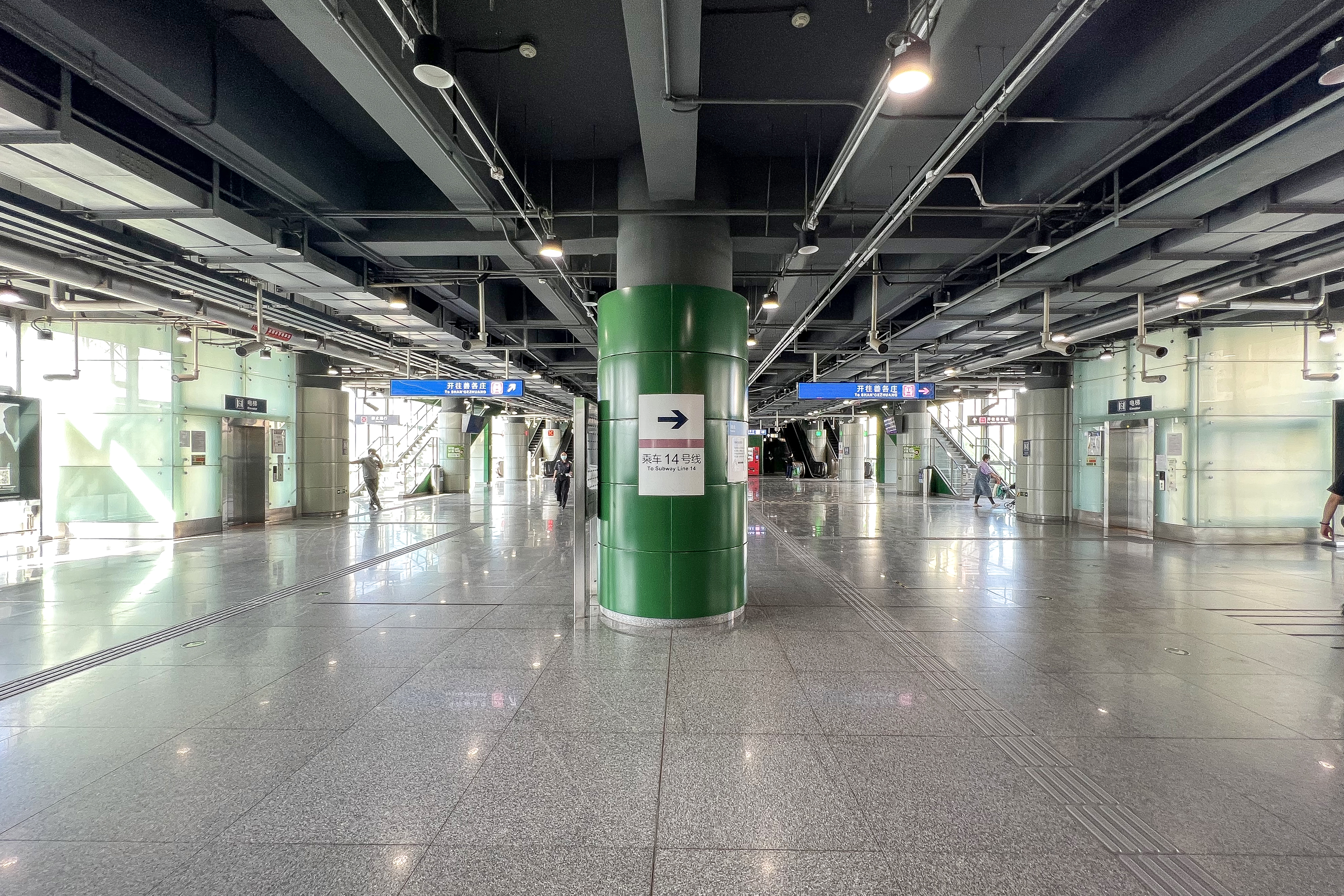
车站站厅（2023年6月摄）
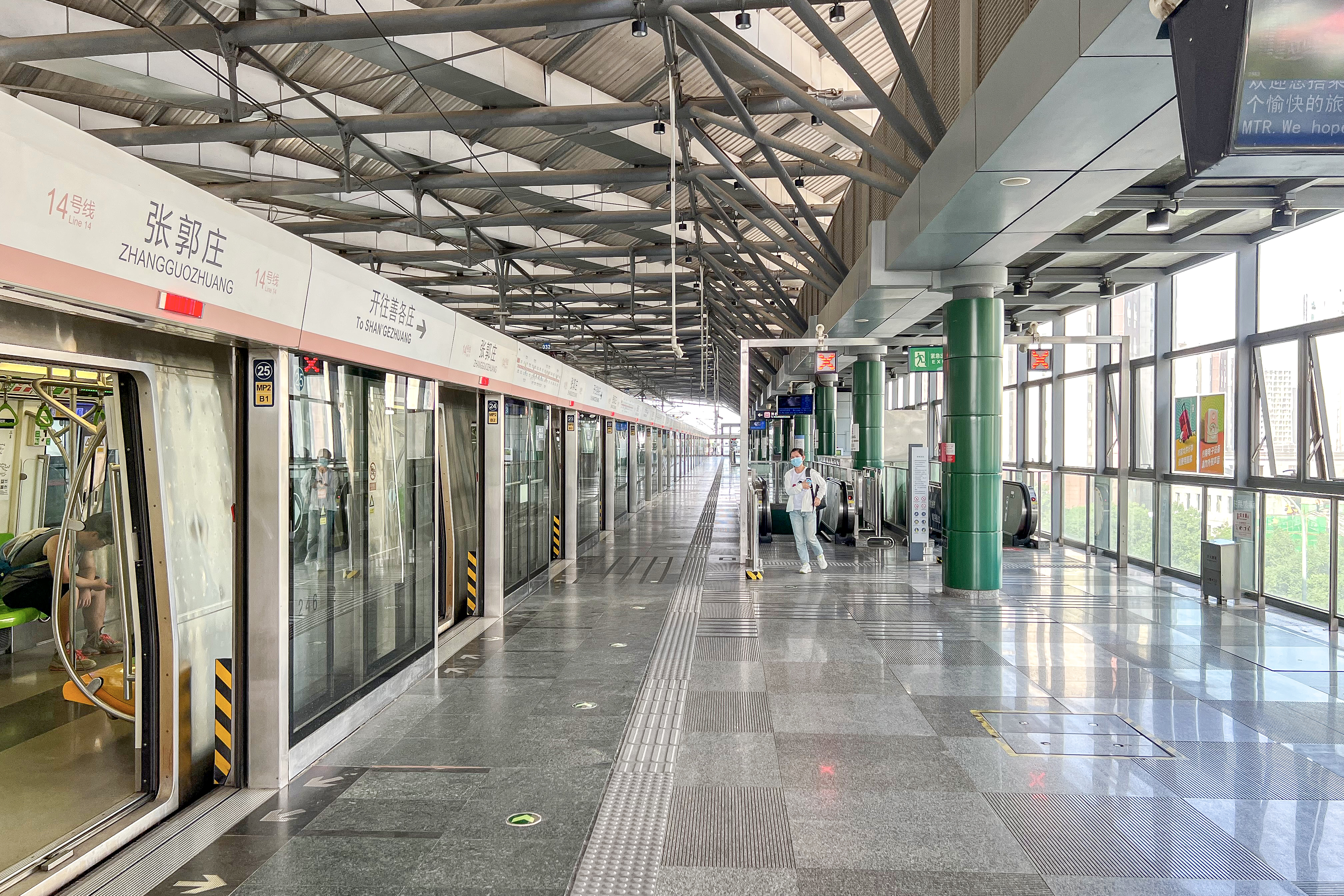
起点上客站台（2023年6月摄）

张郭庄站由北京城建设计研究总院、美国LAS建筑设计集团联合设计。为高架车站，侧式站台设计。外立面采用清水混凝土。这座车站设计为绿色建筑，屋顶设计为锯齿状以提供车站75%面积的自然采光，屋顶设置2500平方米共1000塊太阳能集热板进行光伏发电，厕所将使用中水。两侧车站各设置了空调候车室，以避免夏季炎热冬季严寒对老人候车的影响。14号线西端设有交叉线，可供14号线列车进行折返。14号线东端设有一条渡线，亦可供列车进行站前折返。
| F3                | 站台 | \| 側式 · 開右邊车门 \| \| \| \| \| \| █ 14号线落客 \| \| \| \| █ 14号线往善各庄（园博园） \| \| 側式 · 開右邊车门 \| \| \| |
| F2                | 站厅 | 自动售票机、客服中心、卫生间                                                                                                |
| F1                | 地面 | 出入口 |
| 側式 · 開右邊车门 |      | |
|                   |      | █ 14号线落客 |
|                   |      | █ 14号线往善各庄（园博园）                                                                                                  |
| 側式 · 開右邊车门 |      | |

## 出入口
|                       |            |                  |      |            |
| 编号                  | 指示       | 建议前往的目的地 | 照片 | 无障碍设施 |
| 出口 · A · 升降机标志 | 园博园南路 | 张郭庄幼儿园     |      |            |
| 出口 · B · 升降机标志 | 园博园南路 | 政企合作大厦     |      |            |
| 註： 設有             |            |                  |      |            |

## 未来发展
1号线支线工程将引入本站，1号线支线张郭庄站为建筑面积23500平方米的地下车站。
为接入1号线支线，既有14号线A出入口地面厅将扩建为地面换乘厅。